# 穆拉什卡河
穆拉什卡河（烏克蘭語：Мурашка），是烏克蘭的河流，位於該國西南部，流經文尼察州，屬於穆拉法河的支流，發源自馬泰基夫以東，河道全長68公里，流域面積444平方公里。